# Alta Verapaz megye
Alta Verapaz Guatemala egyik megyéje. Az ország középső részétől kissé északra terül el. Székhelye Cobán.

## Földrajz
Az ország középső részétől kissé északra elterülő megye északon Petén, keleten Izabal, délen Zacapa, El Progreso és Baja Verapaz, nyugaton pedig Quiché megyékkel határos.
Területén olyan természeti értékek találhatók, mint például a Semuc Champey, a Lachuá-tó és a Grutas de Lanquín Nemzeti Park.

## Népesség
Ahogy egész Guatemalában, a népesség növekedése Alta Verapaz megyében is gyors. A változásokat szemlélteti az alábbi táblázat:
| Év             | Lakosság  |
| -------------- | --------- |
| 1981           | 322 008   |
| 1994           | 543 777   |
| 2002           | 776 246   |
| 2014 (becsült) | 1 219 585 |

### Nyelvek
2011-ben a lakosság 79,1%-a a beszélte kekcsi, 0,1%-a a kanhobal, 0,2%-a a kicse, és 0,6%-a a kakcsikel nyelvet.

## Képek

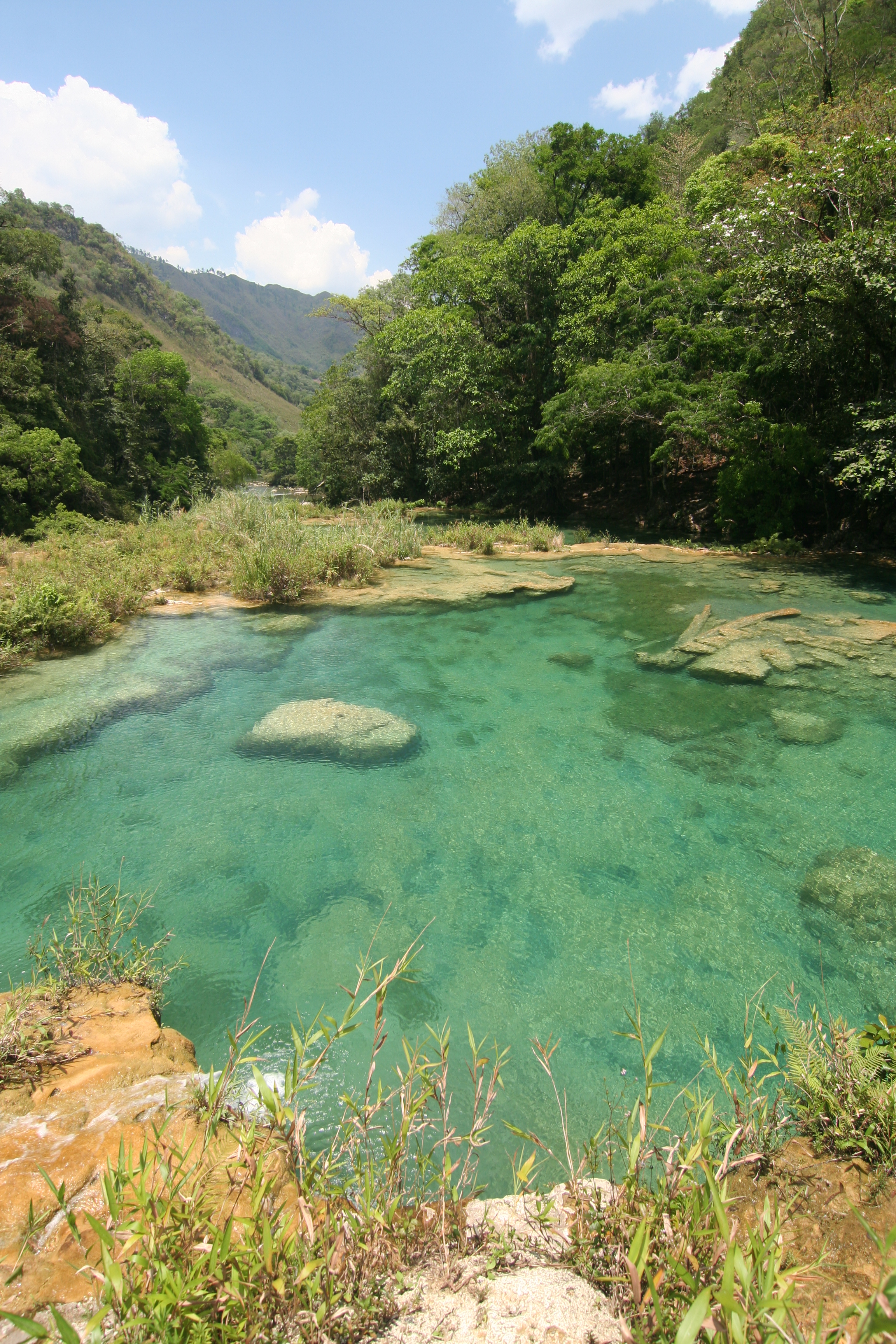
Semuc Champey
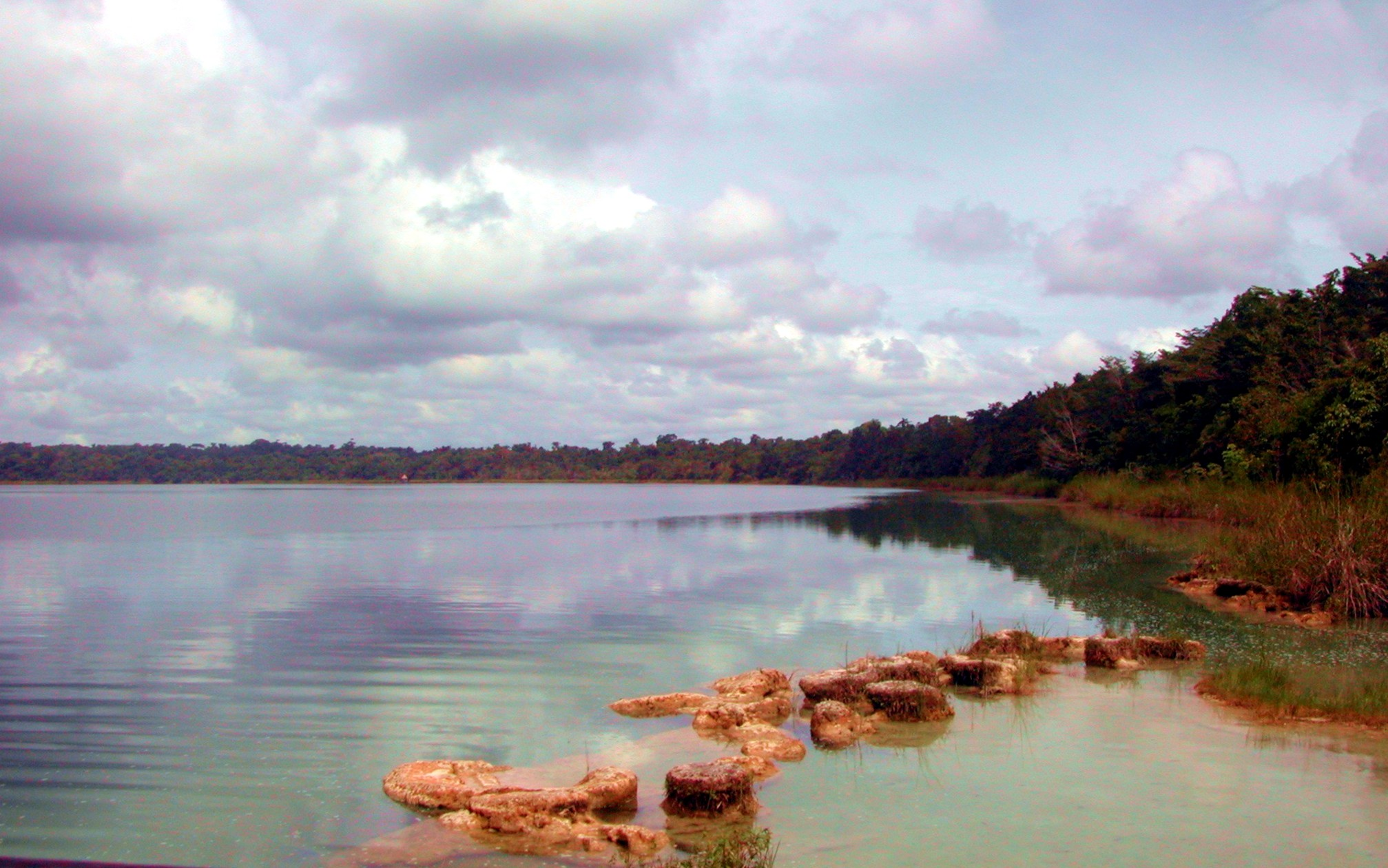
A Lachuá-tó
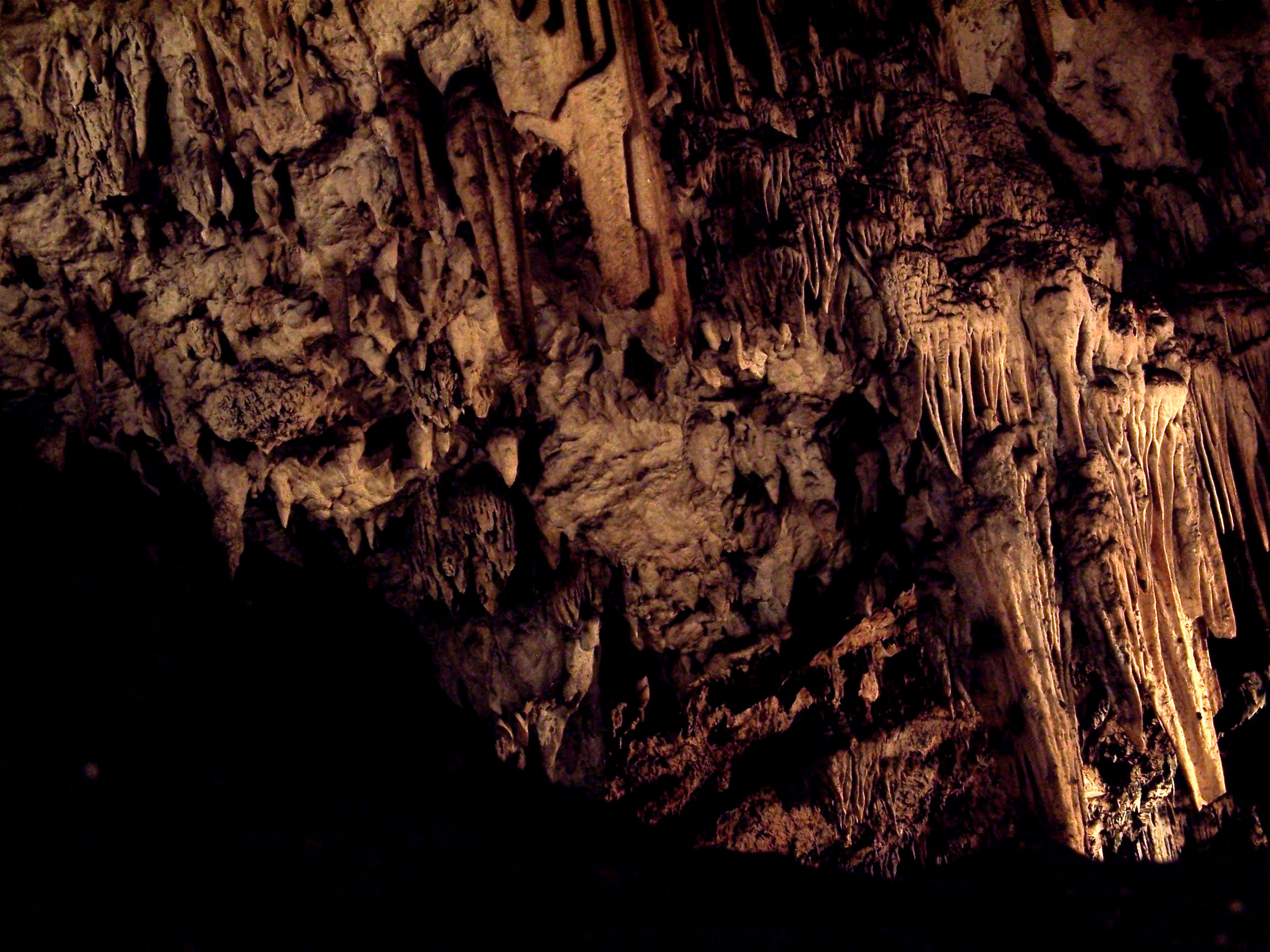
A Grutas de Lanquín Nemzeti Park
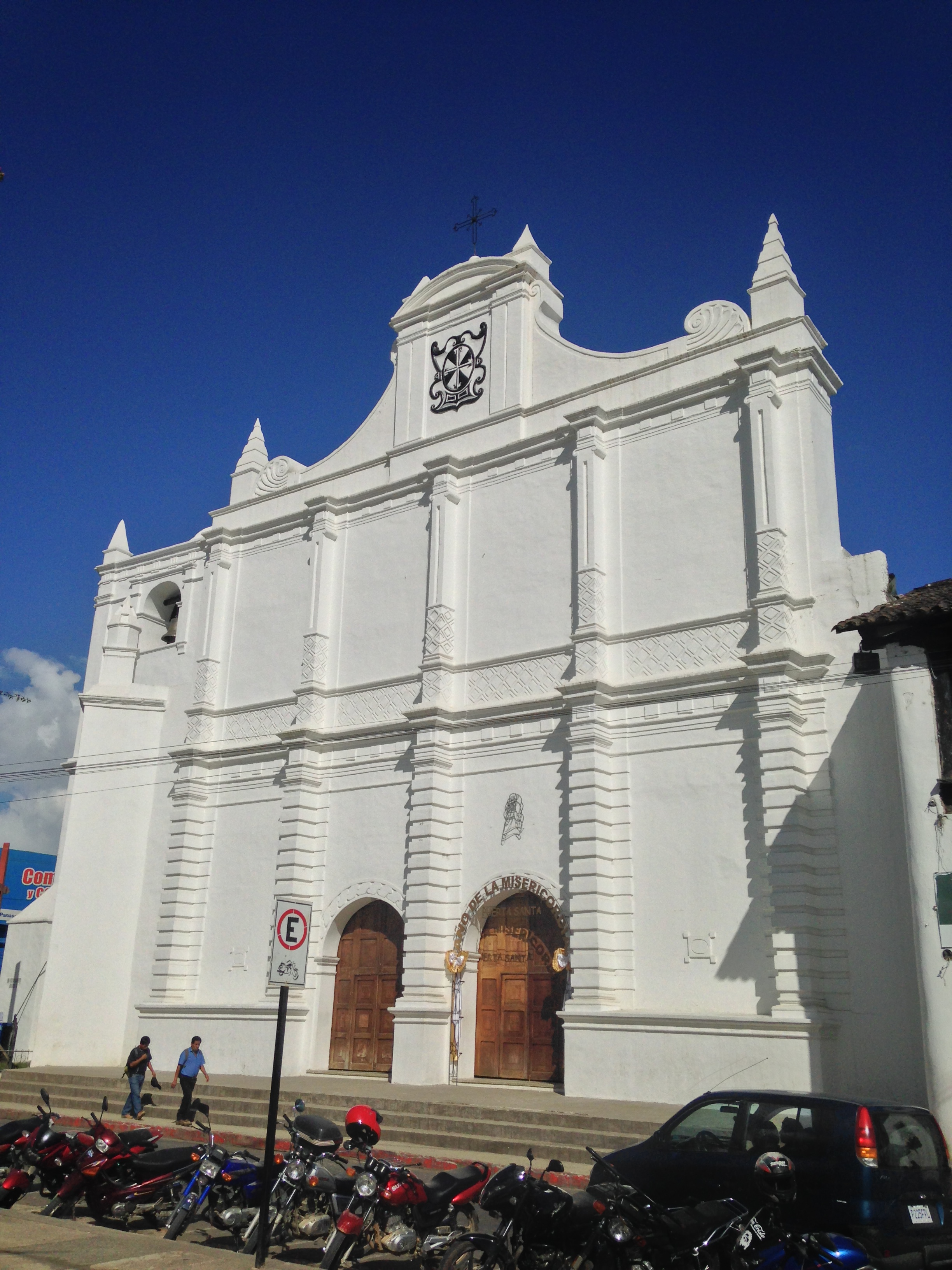
A cobáni székesegyház